# 神部為蔵
神部 為蔵（かんべ ためぞう、1864年3月18日（元治元年2月11日） - 1947年（昭和22年）1月31日）は、日本の実業家、政治家、土木技師。憲政会・立憲民政党所属の衆議院議員。

## 経歴
相模国高座郡本郷村（現神奈川県海老名市）で、池亀五兵衛の二男として生まれ、神部マスの養子となる。海軍計吏となり横須賀鎮守府在勤、さらに練習艦「館山」乗組みとなる。1889年（明治22年）7月、神奈川県庁に転じ同県技手に任官し、酒匂川の増水破堤改築工事に従事。1902年10月、北海道庁技手に転じ、1906年1月まで在任した。
その後、上川郡鷹栖村字近文（その後東鷹栖町を経て現旭川市）で牧畜業を経営し、さらに土木建築請負業を行う。滝川町会議員、北海道会議員、滝川興産取締役、新十津川酒造取締役、大正製薬社長、滝川市場社長、空知管内地主連合会長、空知畜産組合顧問などを務めた。
1923年（大正12年）の衆議院補欠選挙では次点となったが、翌1924年5月の第15回衆議院議員総選挙で北海道第7区から憲政会所属で出馬し当選。以後、第17回総選挙まで連続3回の当選を果たし、滝川-富良野間の鉄道建設などに尽力した。
1932年（昭和7年）に行われた第18回衆議院議員総選挙で落選し、政界から一度は引退するものの、1935年に滝川町長に就任、1943年まで町長職を務める。この間1938年には北海道人造石油滝川工場を誘致するため手腕を振るい、短期間に用地買収を行った。
趣味は書道で、「湖東」の雅号を用いていた。